# Leonardo Velázquez
Leonardo Velázquez (* 6. November 1935 in Oaxaca de Juárez; †  20. Juli 2004 in Kuba) war ein mexikanischer Komponist und Dirigent.

## Biografie
Im Alter von acht Jahren zog Velázquez mit seiner Familie in die Nähe von Mexiko-Stadt, erlernte im Grundschulalter bereits das Geigenspiel und bekam später die Gelegenheit zum Studium am Conservatorio Nacional de Música de México. Zu seinen Lehrmeistern dort zählten unter anderem Carlos Luyando, Carlos Jiménez Mabarak, Blas Galindo, Agustín Montiel Castillo, José Pablo Moncayo und Rodolfo Halffter. Die Zwölftonmusik erlernte er am Konservatorium in Los Angeles.
Neben Konzert- und Kammermusik komponierte er auch Ballett-, Theater- und Filmmusik. Auch die Erkennungsmelodie der Olympischen Sommerspiele 1968 in Mexiko stammte aus seiner Feder. Für seine Werke wurde er mehrfach mit dem Premio Ariel und der Diosa in Gold ausgezeichnet.
Er dirigierte die mexikanische „Banda de Música Alma Yalalteca“ und war Lehrstuhlinhaber an der Akademie für mexikanischen Tanz Academia de la Danza Mexicana, an der Theaterakademie Academia de Teatro und am Conservatorio Nacional de Música de México.
Velázquez war Mitglied der Academia de Artes, Präsident der Música de Concierto de México, „Profesor emérito“ (dt.: emeritierter Professor) und Mitglied des nationalen Konservatoriums des Sistema Nacional de Creadores de Arte des CONACULTA.